# Jefferson Gonçalo
Jefferson Luís Gonçalo (Sorocaba, 4 de abril de 1971 — Sorocaba, 6 de outubro de 2010) foi um pugilista brasileiro.
Após sofrer um trauma no cérebro no dia 2 de outubro de 2010 na luta contra Ismael Bueno, combate realizado na cidade de Salto, São Paulo. Passou por cirurgia no dia seguinte, retirando parte do cérebro, mas faleceu três dias depois.